# Adler (automobile)
Pour les articles homonymes, voir Adler.
Adlerwerke vorm. H. Kleyer AG est une ancienne entreprise allemande siégeant à Francfort. Elle a produit des automobiles, des motos, des bicyclettes, puis des machines à écrire et du matériel de bureau sous la marque Adler jusqu'en 1957. La marque arborait pour emblème un aigle (allemand Adler) et proposait de nombreuses innovations techniques.
Rachetée par Grundig, elle fusionne avec Triumph pour devenir Triumph-Adler, abandonnant la production de véhicules, avant d'être rachetée par Olivetti. Elle subsiste aujourd'hui sous la forme TA Triumph-Adler GmbH dans la gestion de documents.

## Histoire

### Les débuts

Adler 4 1/2HP Vis-à-vis (1901) lors de la course de vieilles voitures Londres-Brighton 2010.

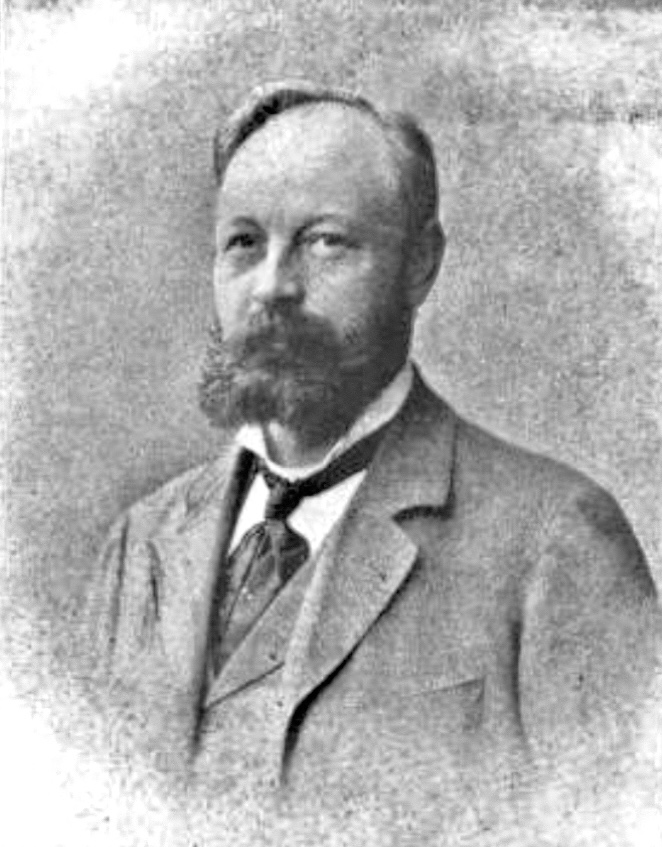
Heinrich Kleyer (1904).

L'aventure commence à Francfort en 1880, lorsque Heinrich Kleyer monte son entreprise de bicyclette au 9 rue Gutleut, sous le nom Heinrich Kleyer GmbH. Il innove en introduisant le pneumatique en Allemagne dès 1886. Neuf ans après sa naissance, l'entreprise déménage au quartier Gallus de Francfort à proximité de la gare principale, dans une usine de 18 000 m2 qui comptera plus de 600 postes de travail, entre ce qui est aujourd'hui la rue Kleyer (ex Hoechste) et la rue Weilburger. En plus des bicyclettes, Kleyer y produira des tricycles puis des voiturettes armées d'un moteur De Dion-Bouton. Par sa croissance exceptionnelle, l'entreprise transforme son statut juridique et fiscal en société par actions dès 1895, avec un aigle pour symbole, sous le nom Adlerwerke vorm. H. Kleyer AG. Puis c'est en 1898 que commence la production de machines à écrire de haute qualité, au septième étage de la rue Weilburger. Les motocyclettes suivront dès 1902 avec un premier modèle animé d'un moteur monocylindre De Dion-Bouton de 1,75 cheval.

### Les automobiles
La première automobile Adler sort de l'usine en 1900 ; motorisée à l'avant par un De Dion-Bouton monocylindre de 3,5 chevaux, elle propose des sièges en vis-à-vis. Suivent en 1901 une 8 chevaux monocylindre de 865 cm3, celle conduite en 1902 par l'écrivain Otto Julius Bierbaum à l'occasion d'un voyage en Italie, puis la première voiture équipée d'un moteur strictement Adler développé par l'ingénieur Edmund Rumpler — inventeur de la fameuse voiture-goutte — à l'occasion du modèle 1904. Il s'agit du 4 cylindres en ligne de 4 016 cm3 développant 28 chevaux qui équipe l'énorme Adler-Tonneau pouvant transporter jusqu'à 7 passagers, réduit à 2 cylindres pour le modèle plus modeste à 12-14 chevaux.
Grâce à son dynamisme, l'entreprise devient en 1905 le premier constructeur allemand de véhicules, de moteurs et de boîtes de vitesses. En 1905, une convention est signée avec le constructeur automobile Établissements Clément-Bayard pour la livraison de plusieurs centaines d’automobiles. Clément-Bayard, qui produisait environ 2500 voitures cette année-là, était censé fermer le goulet d’étranglement de la production chez Adler jusqu’à ce qu’une expansion de la production soit achevée. D’autres coopérations et expansions ont eu lieu en 1912. En Autriche, une usine d’assemblage a été fondée à Vienne appelée « Österreichische Adler-Werke » et en Angleterre, il y a eu une coopération avec Morgan & Company Limited (à ne pas confondre avec Morgan Motor Company). Morgan & Company Limited a reçu les châssis et les a équipés de ses propres carrosseries. De 1907 à la fin de la Seconde Guerre mondiale toutefois, elle interrompt temporairement la production de moto. Le salon international aéronautique de Berlin de 1905 marque sa tentative d'approcher le secteur, avec la présentation d'un prototype de dirigeable motorisé ; sans suite. L'année suivante démarre un chantier de deux ans, destiné à l'agrandissement de l'usine, qui donne au bâtiment son aspect définitif pourvu des tours crénelées d'inspiration néoclassique.

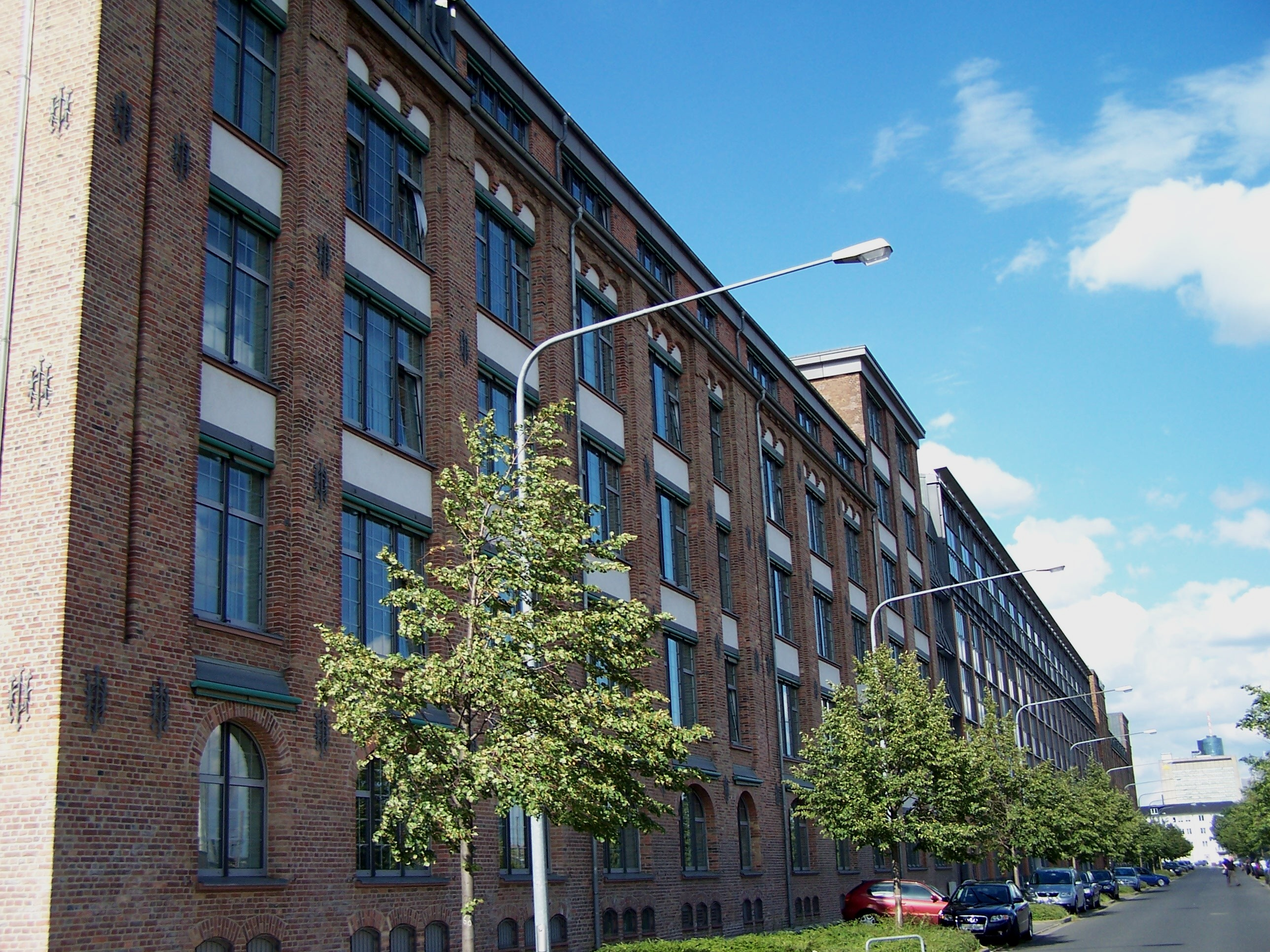
La rue Weilburger en 2007.

Adler poursuit sa croissance ; 20 % des voitures immatriculées en Allemagne sont en 1914 des Adler. Après la Première Guerre mondiale, l'entreprise ouvre dix succursales dans différentes villes et emploie jusqu'à 10 000 personnes. Le succès continue avec l'apparition du modèle Adler Standard 6 en 1926, l'un des plus vendus jusqu'en 1934 avec plus de 10 600 exemplaires. Le fondateur du Bauhaus Walter Gropius dessinera même quelques éléments de carrosserie. C'est en conduisant l'un des premiers exemplaires de ce modèle que Clärenore Stinnes devient la première femme et même la première personne à effectuer un tour du monde en automobile, avec l'assistance de son cameraman et futur mari Carl-Axel Söderström (en) (1927-1929).
Mais la crise de 1929 laisse des traces et les effectifs de 1930 fondent à moins de 3 000 employés, pour remonter à 7 000 à l'aube de la Seconde Guerre mondiale. Adler parvient tout de même à rester troisième constructeur allemand jusqu'en 1936, avant d'être reléguée à la quatrième place par Mercedes, grâce aux innovations apportées par Hans Gustav Röhr. Ce dernier dote la nouvelle Adler Trumpf, en 1932, de la suspension indépendante et de la transmission en traction. Le modèle plus modeste Trumpf Sport atteint ainsi jusqu'en 1939 plus de 100 000 exemplaires produits.

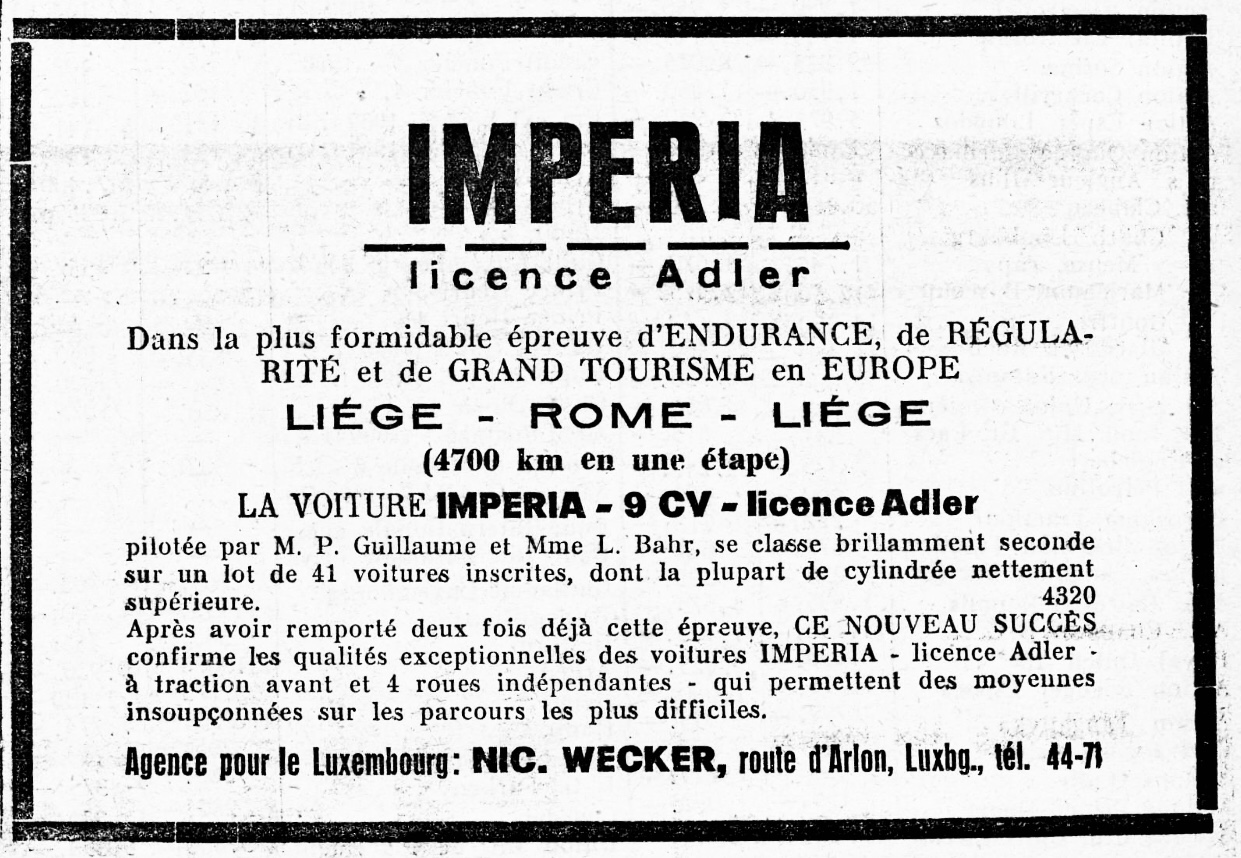
Imperia 9 CV (1937). Adler Trumpf (1932-1938).

Au début des années 1930, l’entreprise automobile belge Imperia a reçu la licence pour la réplique de l’aigle Trumpf.
Il s’appelait initialement la 9 CV, que le moteur soit utilisé avec 1494 cm³ ou 1645 cm³. Un peu plus tard, la 6 CV d’une cylindrée de 995 cm³ a été ajoutée, qui correspondait à l’Adler Trumpf Junior. Au Salon de l’automobile de 1934, les désignations de modèle TA-9 ont été utilisées pour le plus grand modèle et TA-7 pour le plus petit modèle, au lieu de 9 CV.

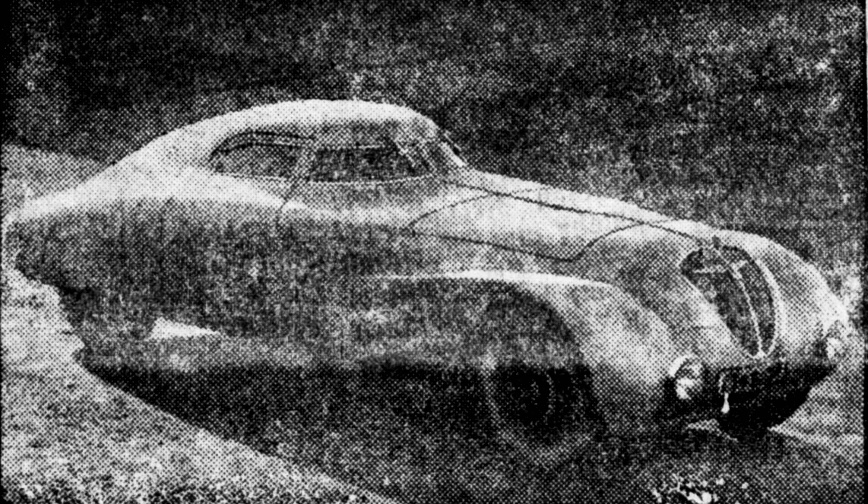
Adler Stromlinienwagen (1935).

En 1935, un véhicule biplace profilé établit un certain nombre de nouveaux records de vitesse sur l’AVUS de Berlin.
L'arrivée de l'ingénieur Karl Jenschke, débauché de chez Steyr Daimler Puch en 1935, apporte encore son lot d'innovations sur le modèle Adler 2,5 liter Autobahn, qui sera nommé Autobahnadler par la population. Le moteur refroidi par eau et lubrifié sous pression, des suspensions à triangle sur les roues avant, avec des amortisseurs hydrauliques pour les quatre roues, les freins actionnés par commande hydraulique et sa vitesse de pointe de 125  à   150 km/h pour le modèle sport en font une voiture adaptée aux autoroutes naissantes de l'Allemagne.

## Chiffre de Production
| Année                                  | Type | Production de voitures | Production de camions                                         |
| -------------------------------------- | --- | ---------------------- | ------------------------------------------------------------- |
| 1899                                   | Prototype                                                                                                   | 1                      |                                                               |
| 1900                                   | 1; 2 |                        |                                                               |
| 1901                                   | 1; 2; 8 HP                                                                                                  |                        |                                                               |
| 1902                                   | 1; 2; 6 HP; 8 HP ;12 HP                                                                                     | ()                     |                                                               |
| 1903                                   | 1; 2; 8 HP; 12 HP; 8/12                                                                                     |                        |                                                               |
| 1904                                   | 8 HP; 8/10; 8/12; 16/18; 16HP; 4/28                                                                         |                        |                                                               |
| 1905                                   | 8 HP; 8/10; 8/12; 16/18; 16HP; 4/28                                                                         |                        |                                                               |
| 1906                                   | 4/8; 8/14; 16 HP; 4/28; 40 HP                                                                               |                        |                                                               |
| 1907                                   | 4/8; 5/9; 8/14; 8/15; 16 HP; 11/18; 4/28; 40 HP; 31/80                                                      |                        |                                                               |
| 1908                                   | 4/7; 5/9; 6/12; 8/15; 10/20; 16 HP; 11/18; 13/22; 4/28; 18/35; 17/32; 40/50; 40 HP; 29/50; 31/80; 3t; 1,25t |                        |                                                               |
| 1909                                   | 4/7; 5/9; 6/14; 8/15; 10/20; 10/25; 11/18; 13/22; 13/30; 4/28; 18/35; 40/50; 40 HP; 29/50                   |                        |                                                               |
| 1910                                   | 4/9; K 5/11; K 6/12; 8/15; K 7/15; 10/20; 10/25; 11/18; 13/30; 19/40; 40/50; 29/50                          | 2 500                  |                                                               |
| 1911                                   | 9/11; 14/17; 18/20; 25/30; 35/40; 45/50; 65/70;                                                             | ()                     |                                                               |
| 1912                                   | 25/55 Camion de pompiers Adler                                                                              | (1900-1912) 7 731      | (1902-1912) 250                                               |
| 1913                                   | 9/24; 25/55                                                                                                 | 1 500                  | 55.                                                           |
| 1914                                   | 9/24; 25/55                                                                                                 |                        | (1913-1914) 168                                               |
| 1915                                   | 9/24 |                        |                                                               |
| 1916                                   | 9/24 |                        |                                                               |
| 1917                                   | 9/24 |                        |                                                               |
| 1918                                   | 9/24 |                        | (1915-1918) 750                                               |
| 1919                                   | 9/24 |                        |                                                               |
| 1920                                   | 9/24 |                        |                                                               |
| 1921                                   | 9/24; KL 6/18;                                                                                              |                        |                                                               |
| 1922                                   | 9/24 |                        |                                                               |
| 1923                                   | |                        |                                                               |
| 1924                                   | |                        |                                                               |
| 1925                                   | |                        |                                                               |
| 1926                                   | |                        |                                                               |
| 1927                                   | 10/45 Standard 6 (10N)                                                                                      |                        |                                                               |
| 1928                                   | 10/45 Standard 6 (10N); 15/80 Standard 8 (15N)                                                              |                        | (1926-1928) 550                                               |
| 1929                                   | 10/45 Standard 6 (10N); 15/80 Standard 8 (15N); 8/35 Favorit (8J)                                           |                        |                                                               |
| 1930                                   | 10/45 Standard 6 (10N); 15/80 Standard 8 (15N); 8/35 Favorit (8J)                                           |                        |                                                               |
| 1931                                   | 15/80 Standard 8 (15N); 8/35 Favorit (8J)                                                                   |                        |                                                               |
| Total (Jusqu’à la fin de l’année 1931) | | 67 000                 |                                                               |
| 1932                                   | 15/80 Standard 8 (15N); 6/30 Primus (1,5A)(1,7A); Trumpf (1,5A)(1,7A); Kfz 13                               | 6 098,                 |                                                               |
| 1933                                   | 15/80 Standard 8 (15N); 6/30 Primus (1,5A)(1,7A); Kfz 13                                                    |                        |                                                               |
| 1934                                   | 15/80 Standard 8 (15N); 6/30 Primus (1,5A)(1,7A); Kfz 13                                                    | (*)                    |                                                               |
| 1935                                   | 6/30 Primus (1,5A)(1,7A)                                                                                    |                        |                                                               |
| 1936                                   | 6/30 Primus (1,5A)(1,7A)                                                                                    | ()                     |                                                               |
| 1937                                   | | ()                     |                                                               |
| 1938                                   | 2 Liter (2EV)                                                                                               |                        |                                                               |
| 1939                                   | 2 Liter (2EV)                                                                                               |                        |                                                               |
| 1940                                   | 2 Liter (2EV); Sd.Kfz. 10; Sd.Kfz. 11                                                                       |                        | (1928-1940) 9 723                                             |
| 1941                                   | Sd.Kfz. 10; Sd.Kfz. 11                                                                                      |                        |                                                               |
| 1942                                   | Sd.Kfz. 10; Sd.Kfz. 11                                                                                      |                        |                                                               |
| 1943                                   | Sd.Kfz. 10; Sd.Kfz. 11                                                                                      |                        |                                                               |
| 1944                                   | Sd.Kfz. 10; Sd.Kfz. 11                                                                                      |                        | (1940 - 1944) : Sd.Kfz. 10 : 5 360 Sd.Kfz. 11 : 4 300 = 9 660 |
| Total                                  | | 191 523,               | 21 101                                                        |
| Total Voitures + Camions               | | 212 624                | 212 624                                                       |

(*) : 846 automobiles Adler ont été vendues en Allemagne au cours du premier semestre de 1934.

### Le déclin
La Seconde Guerre mondiale met un terme à la production automobile. Durant cette période, comme tout constructeur allemand, Adler a l'obligation de contribuer à l'effort de guerre en produisant des véhicules militaires. Durement touchée par un bombardement des alliés le 22 mars 1944, l'usine externalise une partie de sa production, gardant sur place la construction des moteurs et châssis de blindés. La main-d'œuvre issue des travailleurs forcés faisant défaut, Adler demande l'autorisation de faire venir des prisonniers des camps de concentration. Ce sont ainsi 1 600 prisonniers du camp du Struthof, en Alsace, qui seront logés dans les locaux de la rue Weilburger sous le nom de code Katzbach, entre août 1944 et le 24 mars 1945.
Après la guerre, les Américains confisquent les outils et interdisent la construction automobile. Dans l'espoir d'annuler l'interdiction, des négociations ont lieu jusqu'en 1948. Mais le directeur général Hagemeier Ernst, de retour d'internement la même année, met un terme définitif à tout espoir. Adler se repositionne alors dans la production de machines à écrire et de vélos, ouvre un pôle machines-outils et relance son activité moto dès 1949. L'entreprise rencontre un vif succès avec la série M250 Sport bicylindre capable d'atteindre 160 km/h en pointe, mais les ventes déclinent peu à peu à partir de 1955. La tentative de rebond par un projet de scooter 100 cm3, l'Adler Junior, reste d'autant plus vaine que Grundig, le repreneur de 1957, décide la fusion avec Triumph AG, pour fonder la société Triumph-Adler spécialisée dans le matériel bureautique comme les machines à écrire, les calculateurs et les ordinateurs.
Cette dernière, renommée TA Triumph-Adler en 1984 reste en activité indépendante dans ses locaux de la Kleyerstrasse jusqu'en 1986, avant d'être acquise par Olivetti qui en fait son distributeur d'ordinateur et de machines à écrire électroniques jusqu'en 1992. En 1999, elle acquiert UTAX GmbH pour proposer son actuelle activité de gestion de documents (photocopie, impression, archivage, télécopie). Grâce à son alliance stratégique avec le Japonais Kyocera Mita, Triumph-Adler AG est aujourd'hui l'un des premiers acteurs de son secteur[réf. nécessaire].

## Automobiles

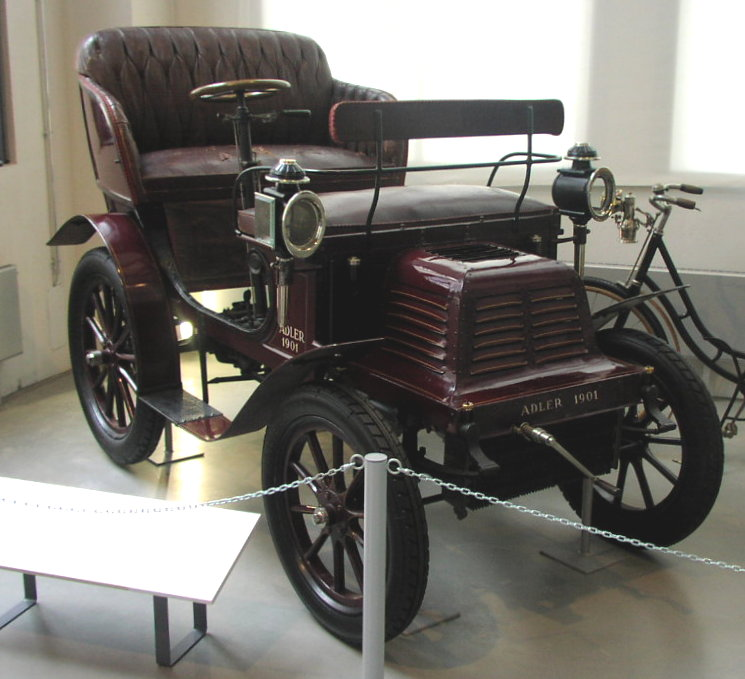
Adler Vis-à-vis (1901)Type 1 Moteur De Dion-Bouton.
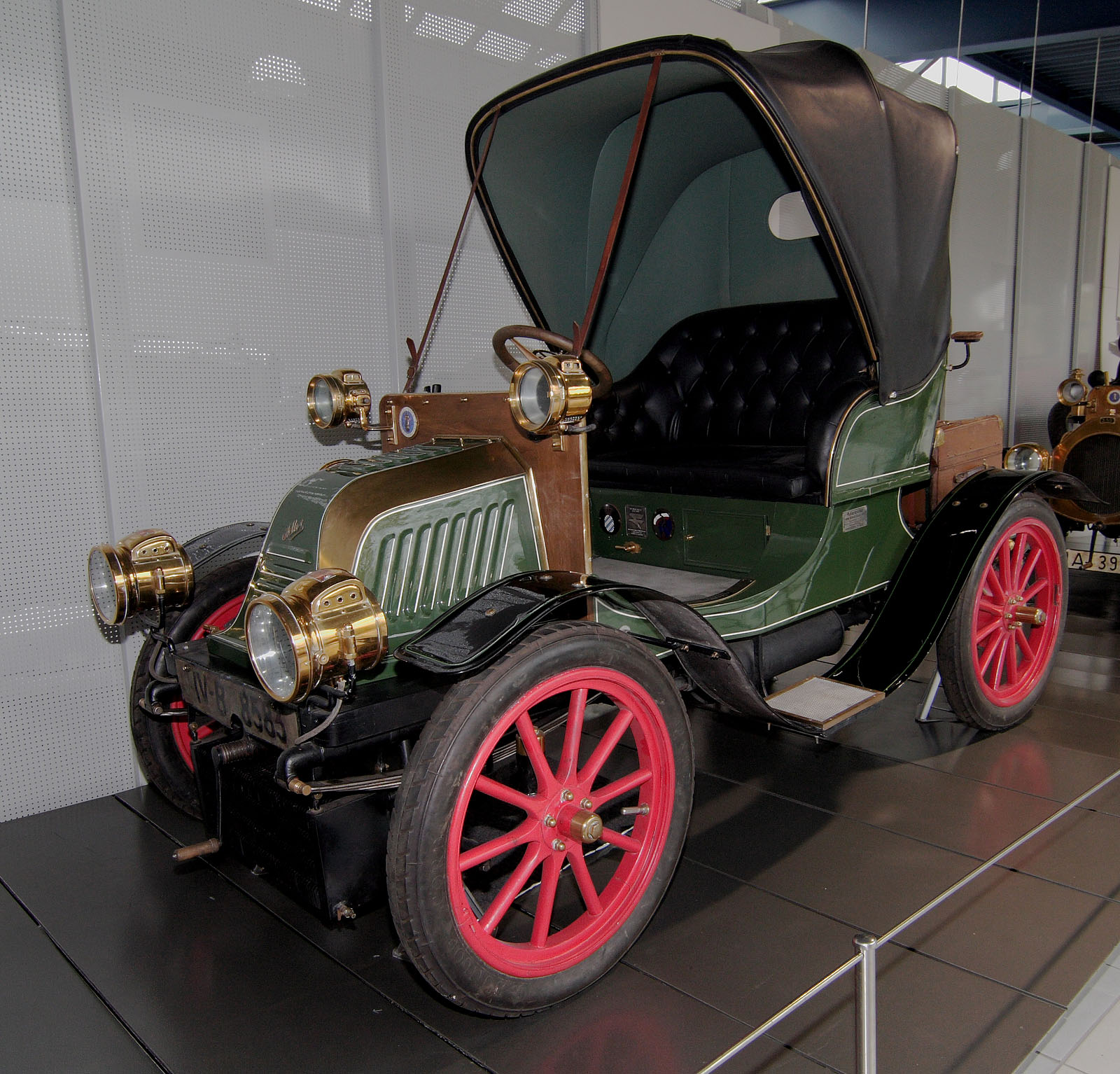
Adler 8 ch (1903).
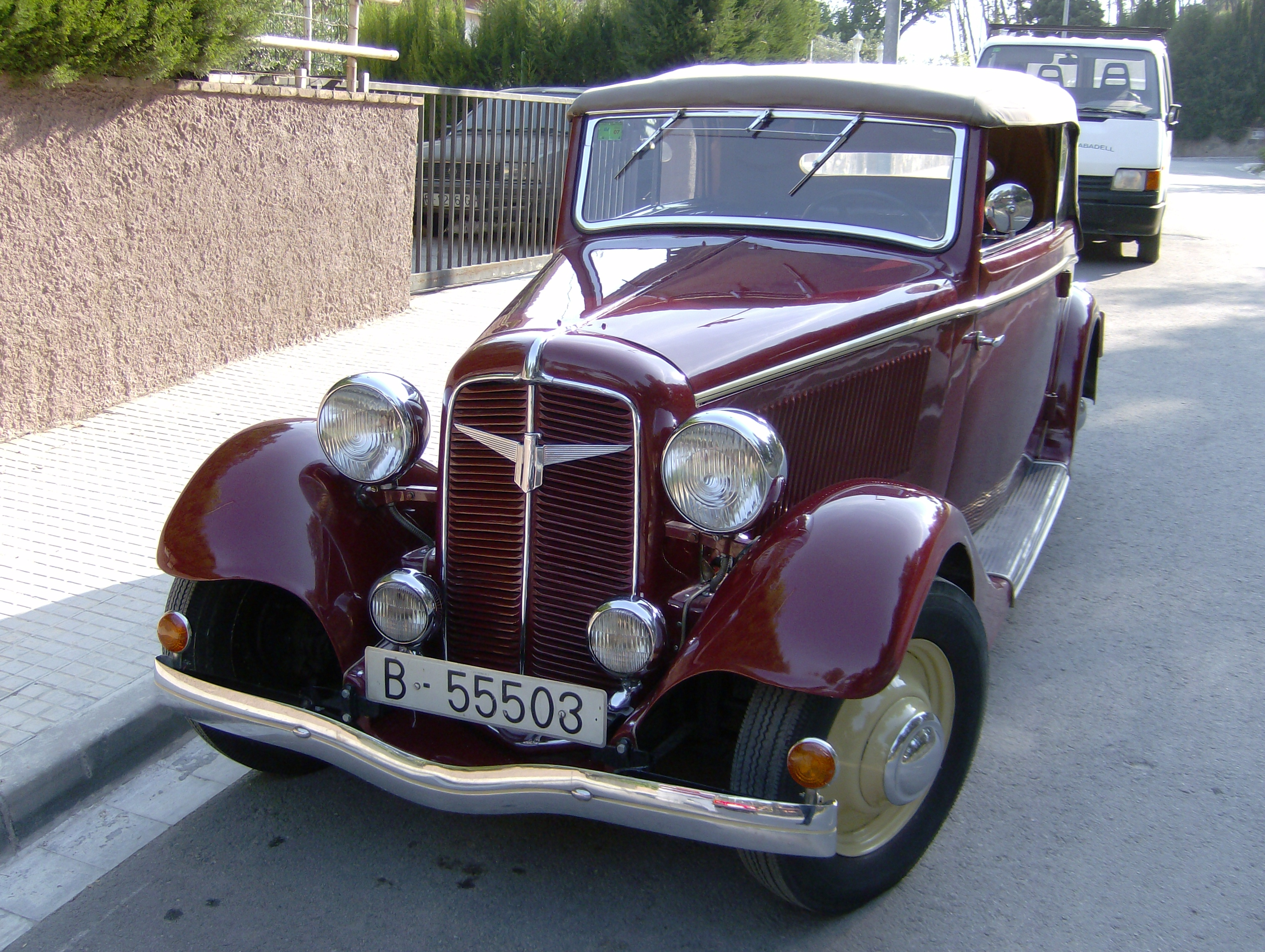
Adler Trumpf Karman (1934).
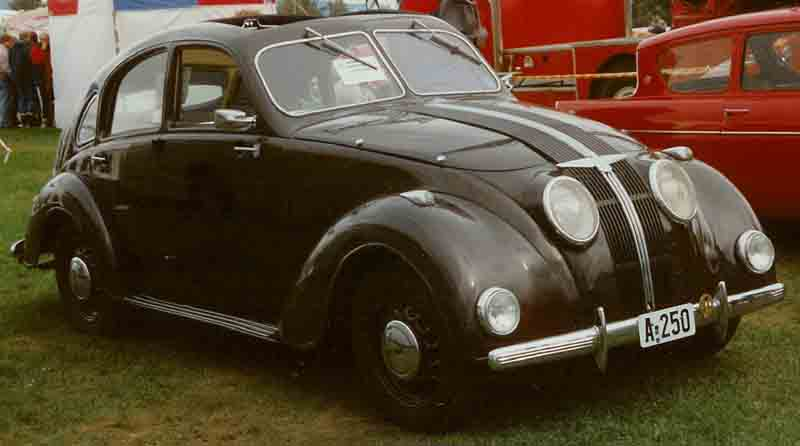
Adler Limousine (1938) 6 cyl. 2,5 litres.

## Motos

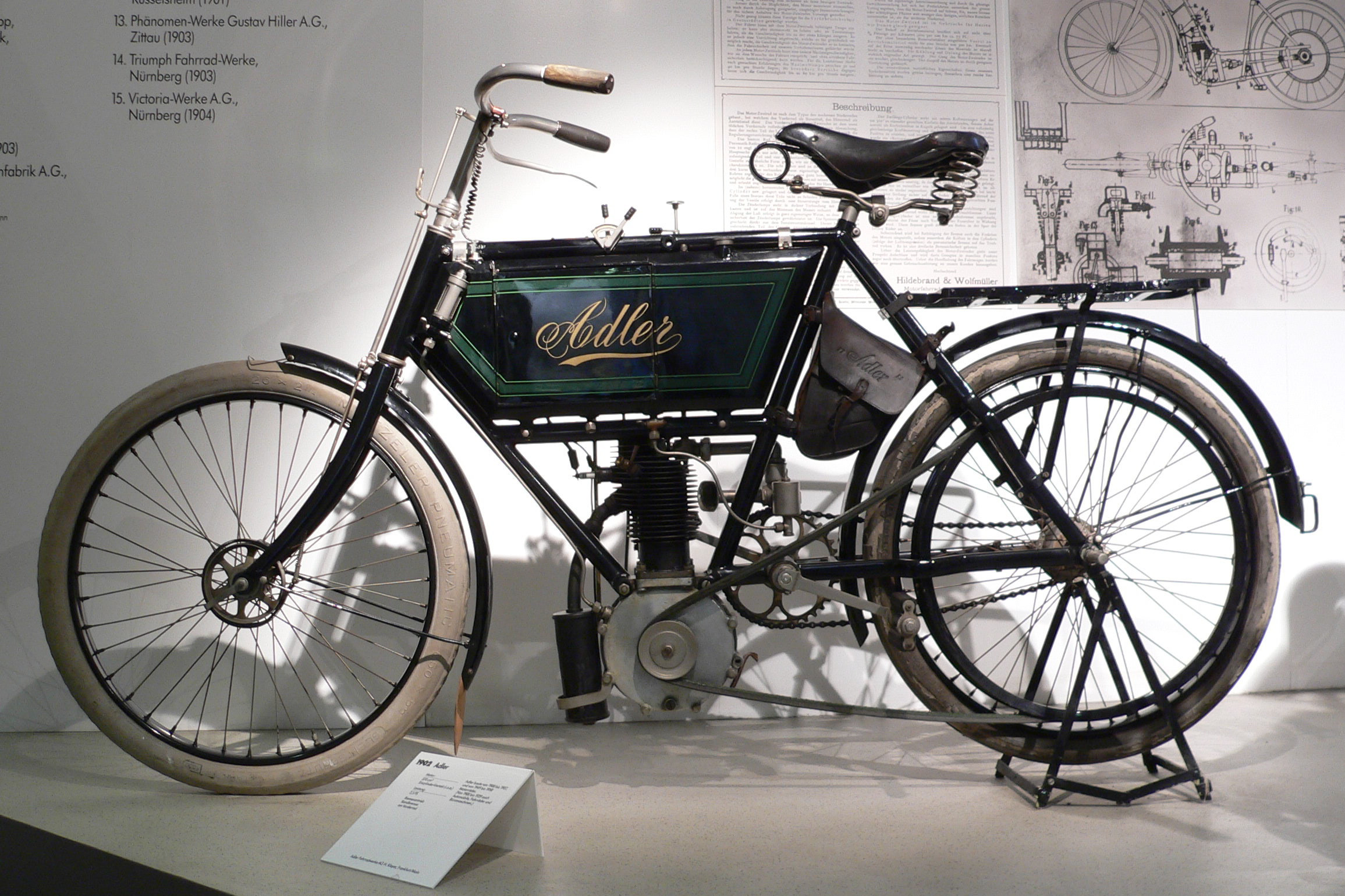
Adler Modell 1 (1902).
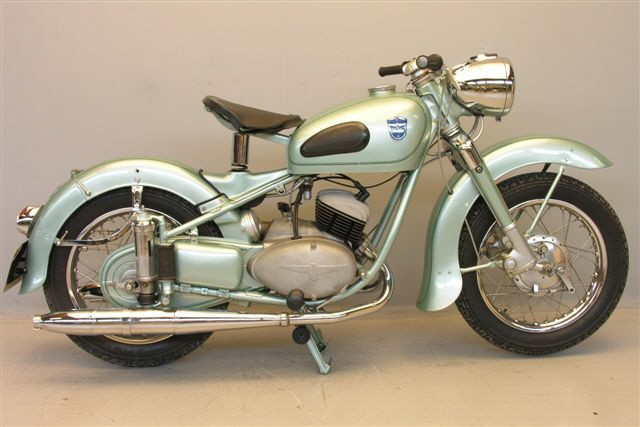
Adler MB200 (1954).
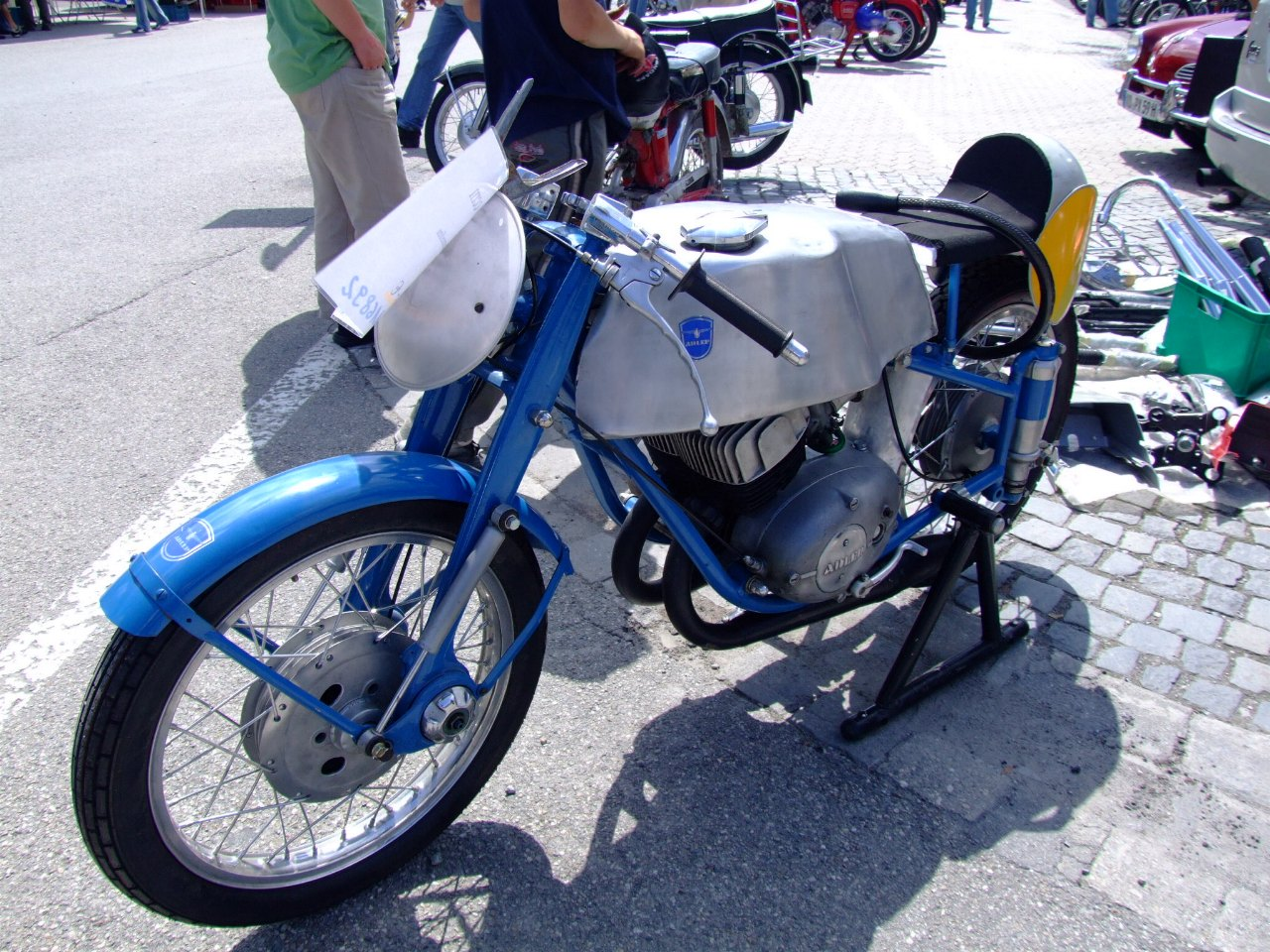
Adler MB250 RS (1953).

## Machines à écrire et ordinateurs

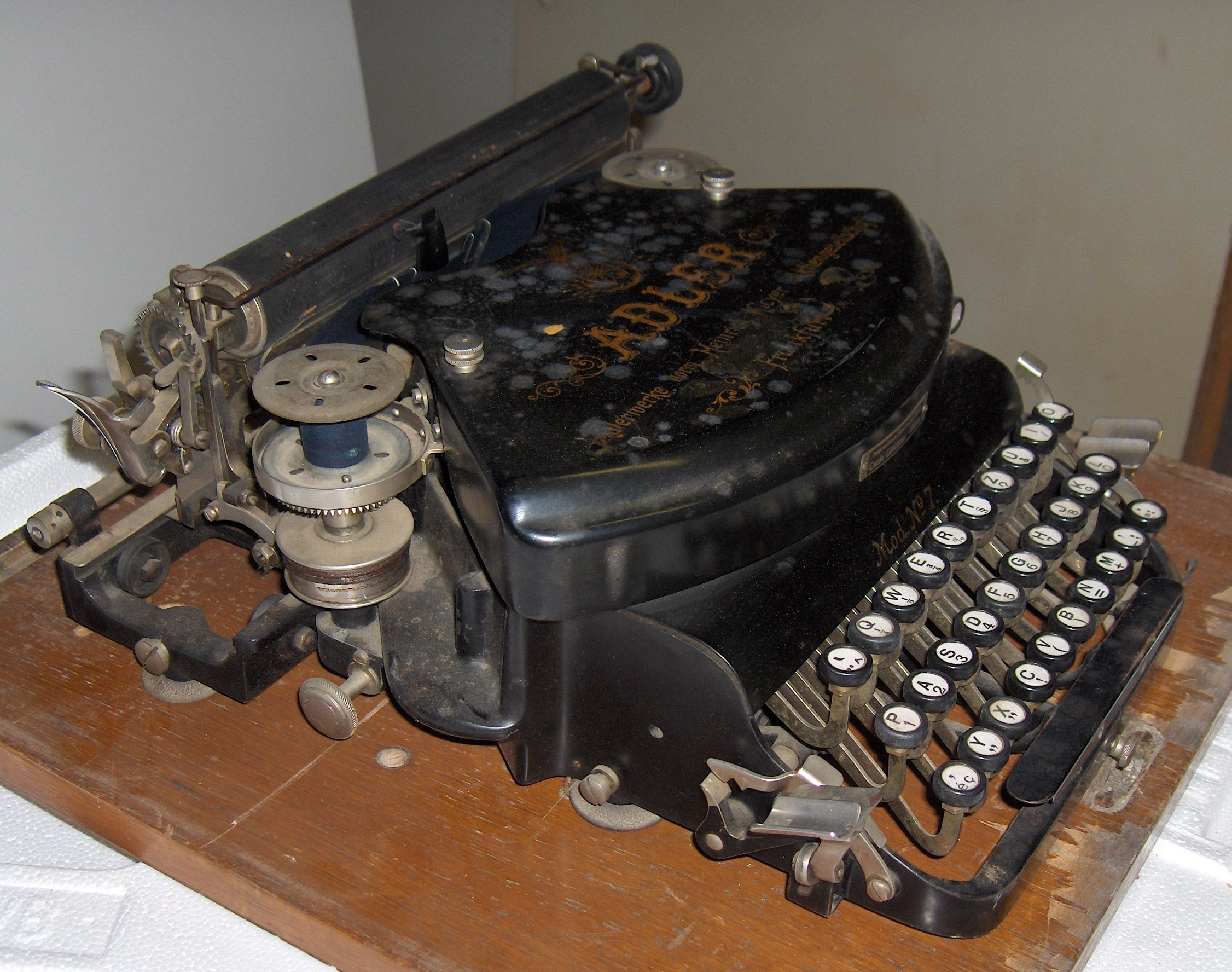
Adler Modell 7 (1900).
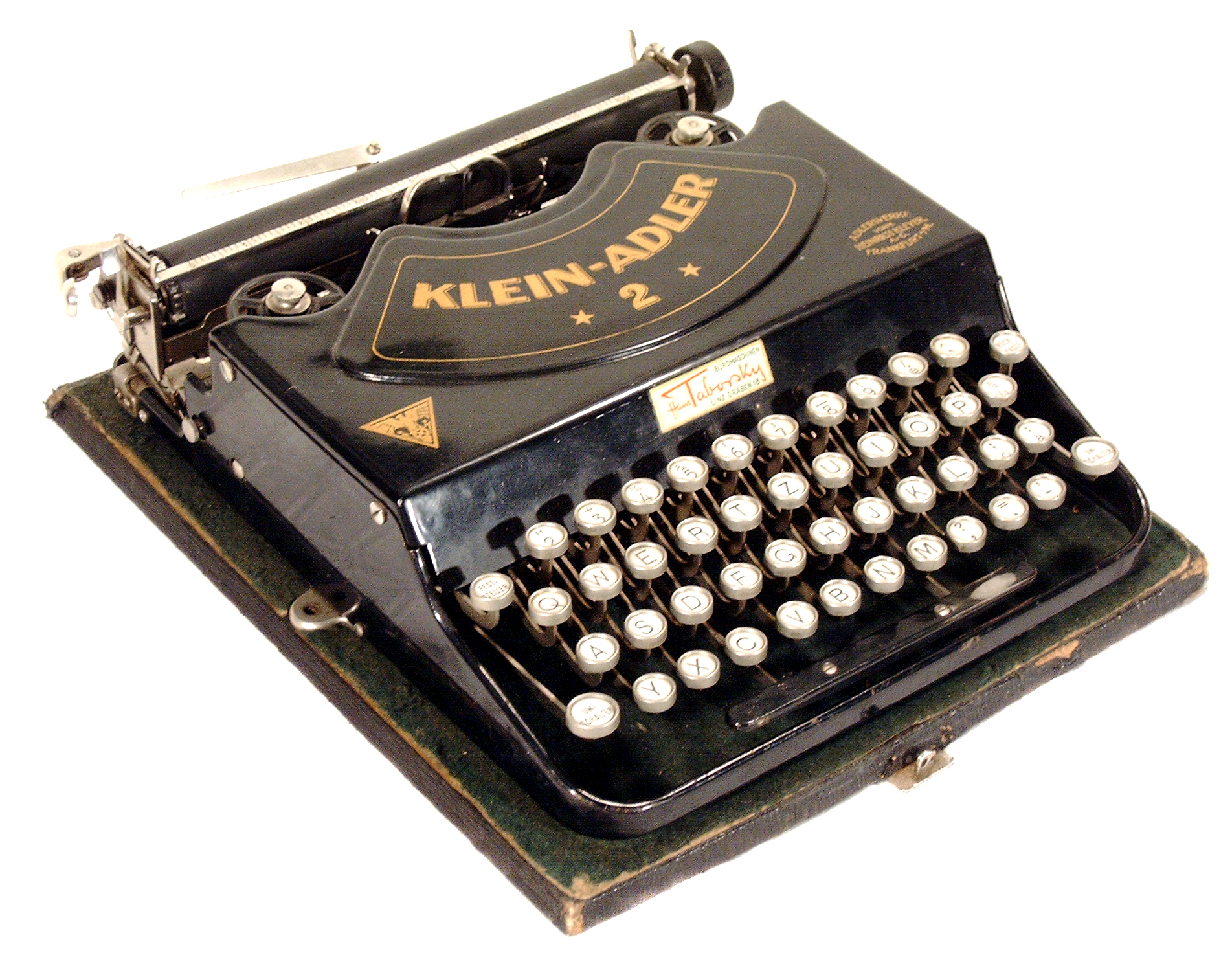
Klein-Adler 2 (1913).
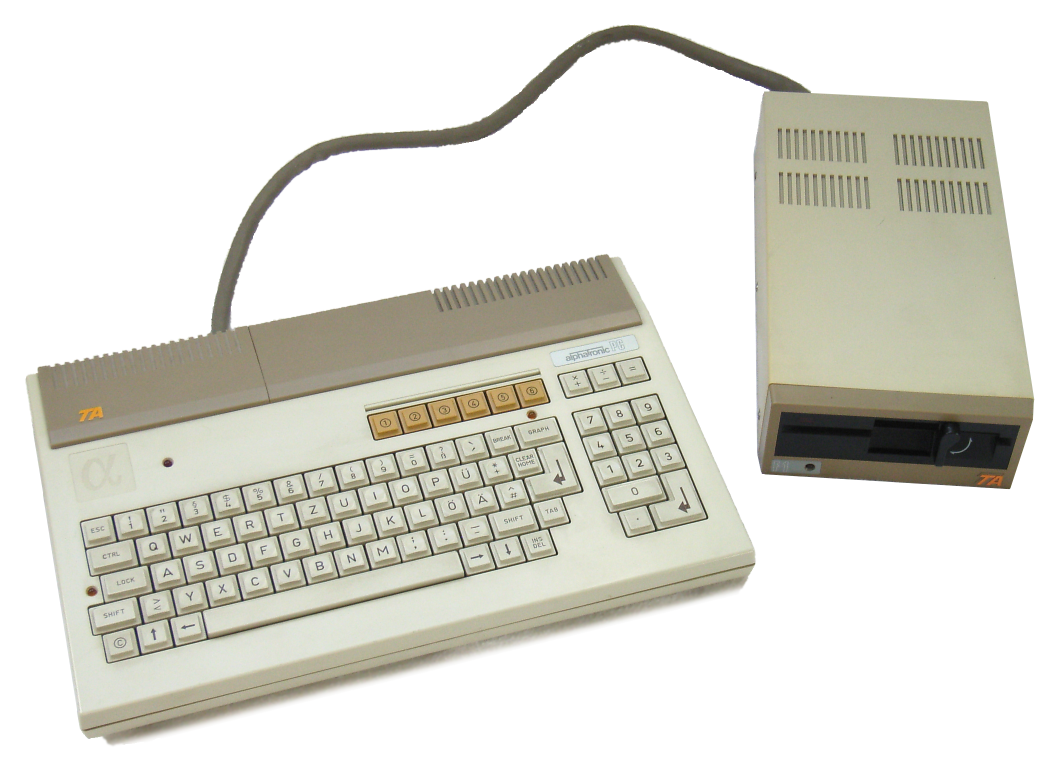
Triumph-Adler Alphatronic PC (1983).
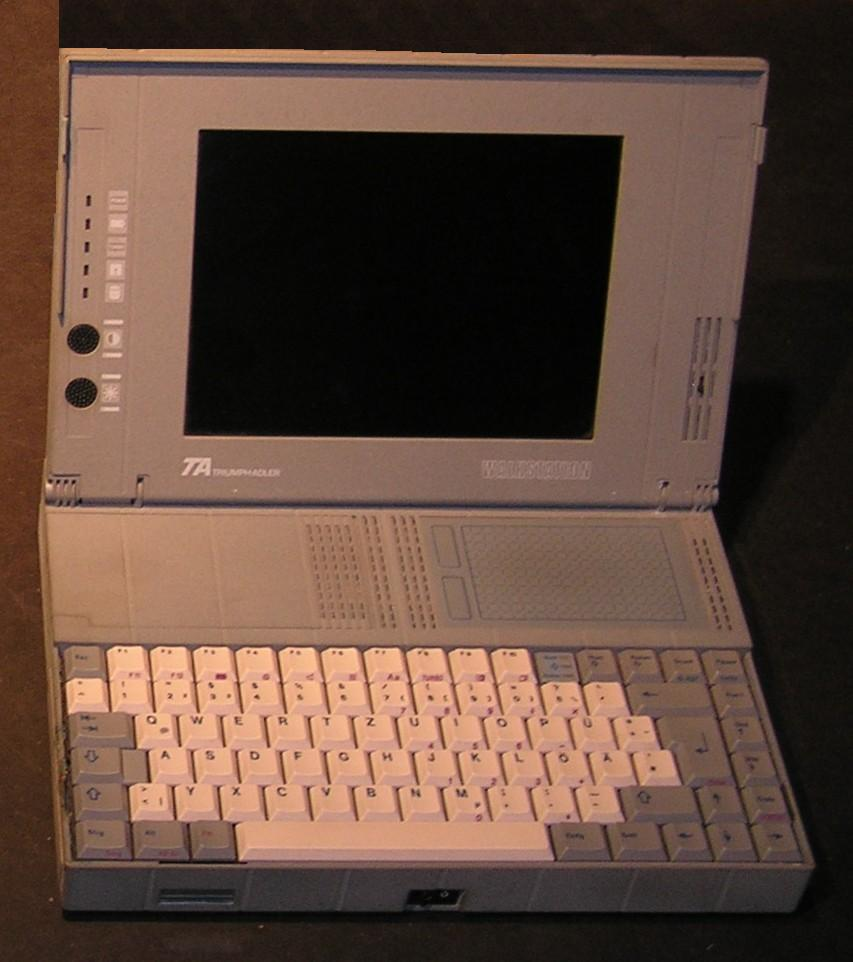
Triumph-Adler Walkstation (1991).